# Святой Бехнам
Святой Бехнам (арам. ܡܪܝ ܒܗܢܡ; также Мар Бехнам) — святой мученик, почитаемый сирийскими христианами, а также Коптской церковью.

## Биография
Бехнам родился в IV веке в семье ассирийского царя Синхариба (по-видимому, отголосок памяти о жившем тысячелетие назад Синаххерибе), которого также в легенде называют магом. Бехнам, как и его отец, был зороастрийцем.
Согласно легенде, однажды принц Бехнам отправился с 40 слугами на охоту, во время которой по какой-то причине остался один. В некоторых источниках говорится об ангеле, который явился ему и приказал посетить проживающего недалеко отшельника Святого Матфея (Мар Матта). По другой версии Бехнам потерялся во время охоты и ему пришлось переночевать в горах, где жил еремит. Принц встретился с отшельником, который стал рассказывать ему о христианстве. Принц потребовал подтверждения словам Мар Матта и сказал, что уверует только в том случае, если тот сможет исцелить сестру Сару больную проказой.
На следующий день Бехнам со слугами привез сестру к отшельнику. Мар Матта крестил Сару в ручье. Омывшись водой во время крещения сестра Бехнама выздоровела. Увидев чудо исцеления, принц крестился вместе со своими 40 слугами.
Узнав о крещении, царь пытался отговорить детей от христианства. Синхариб приказал принцу Бехнаму принести жертвы языческим богам, но тот отказался. Увидев настойчивость Бехнама и Сары в новой вере, царь приказал казнить их. Узнав о приказе принц, его сестра и 40 слуг-христиан бежали в горы к Мар Матту, но солдаты, посланные в погоню, догнали их и убили на холме недалеко от города Нимруд. Принц Бехнам и принцесса Сара умерли, молясь за грехи своих родителей и прося наставить их на путь веры.
После казни Бехнама и Сары царь сам заболел проказой и сошел с ума. Его жене во сне явился ангел, повелев привести больного царя к Мар Матту, чтобы тот излечил его. Выполнив приказ ангела, царь излечился и крестился. Согласно другому варианту легенды, царя привели на место казни его детей, где он исцелился чудесным образом, после чего крестился.
На месте казни Бехнама царь возвел мавзолей и монастырь Мар Бехнам. В награду за крещение Синхариб возвел монастырь Мар Маттай для отшельника.
Первые письменные упоминания легенды от Святом Бехнаме относятся к концу XII в. — начала XIII в. Текст легенды полон анахронизмов.

## Почитание
Главная святыня, мавзолей святого, находится в иракском монастыре Мар Бехнам. Множество церквей в Сирии, Египте и других странах названо в его честь.
Святого Бехнама и его сестру Сару почитают 10 декабря.